# Eve Harlow
Eve Harlow est une actrice canadienne née à Moscou le 20 juin 1989.

## Filmographie
Cinéma
| Année | Titre                           | Rôle             | Notes           |
| ----- | ------------------------------- | ---------------- | --------------- |
| 2007  | Juno                            | la dure          |                 |
| 2008  | Paul Pontius                    | Lucy             | (court métrage) |
| 2008  | Sheltered Life                  | Kendra           |                 |
| 2008  | Run Rabbit Run                  | Nina             |                 |
| 2009  | 2012                            | Cashier          |                 |
| 2009  | Jennifer's Body                 | Chloe            |                 |
| 2011  | Let Your Fingers Do the Talking | Miley            | (court métrage) |
| 2011  | Something Red                   | Diva Amy         | (court métrage) |
| 2011  | Make Me Stronger                | la fille         | (court métrage) |
| 2012  | The Secret                      | Christine        |                 |
| 2012  | When You Sleep                  | Jessie           | (court métrage) |
| 2015  | Lost After Dark                 | Marilyn          |                 |
| 2015  | We're Still Together            | Claire           |                 |
| 2019  | Apprentis Parents               | Brenda Fernandez |                 |

Télévision
| Année   | Titre                         | Rôle                 | Notes                          |
| ------- | ----------------------------- | -------------------- | ------------------------------ |
| 2007    | My Name Is Sarah              | Lola                 | (téléfilm)                     |
| 2007    | Kyle XY                       | Habituée #2          | (épisode House of Cards)       |
| 2008    | The Andromeda Strain          | Leila                | (2 épisodes)                   |
| 2008–09 | The Guard : Police maritime   | Tina Renwald         | (rôle récurrent, 17 épisodes)  |
| 2009    | Living Out Loud               | Jenny Skinner        | (téléfilm)                     |
| 2009    | The Farm                      | Coco Medina          | (téléfilm)                     |
| 2010    | Caprica                       | Byun                 | (épisode There Is Another Sky) |
| 2010    | Shattered                     | Simone               | (épisode Sound of a Strap)     |
| 2010    | Fringe                        | Cashier              | (2 épisodes)                   |
| 2011    | Flashpoint                    | Skinny Youth / Pippi | (épisode A Good Cop)           |
| 2011    | L'Heure de la peur            | Nicole               | (épisode The Red Dress         |
| 2012    | Christmas Rescue              | Monica               | (téléfilm)                     |
| 2013    | Cracked                       | Renee Peters         | (épisode Voices)               |
| 2014    | Fargo                         | Young Helena         | (épisode Eating the Blame)     |
| 2014    | Bitten                        | Amber                | (3 épisodes)                   |
| 2014    | The Killing                   | Kat Nelson           | (3 épisodes)                   |
| 2014    | Lost Girl                     | Sister Epona         | (épisode Origin)               |
| 2014–15 | Les 100                       | Maya Vie             | (rôle récurrent, 12 épisodes)  |
| 2015    | Unreal                        | Bethany              | (épisode Relapse)              |
| 2015    | Heroes Reborn                 | Taylor Kravid        | (rôle récurrent)               |
| 2017    | Marvel : Les Agents du SHIELD | Tess                 | (rôle récurrent)               |
| 2021    | Queen of the South            | Samara Volkova       | (2 épisodes)                   |
| 2023    | The Night Agent               | Ellen                |                                |
| 2024    | Star Trek : Discovery         | Moll                 | (rôle récurrent)               |